# Rauli
Rauli (Nothofagus alpina) er et stort, løvfældende træ med en opret og slank, senere dog mere kegleagtig vækstform. Gamle træer får en kuplet, uregelmæssig krone. Stammen er gennemgående, og hovedgrenene er opstigende. Træet giver gavntømmer i sit hjemland, Chile, hvor det kan blive op til 450 år gammelt.

## Beskrivelse
Barken er først grågrøn og fyldt med barkporer. Senere bliver den først lysebrun og efterhånden gråbrun med mange vandrette bånd af korkporer. Med tiden dannes der buler i barken, hvor der samler sig et harpikslignende sekret. Gamle grene og stammer får en grå, opsprækkende bark med rektangulære plader. Knopperne sidder spredt, og de er lysebrune, spidse og slanke. 
Bladene er smalt ægformede med fint savtakket rand og talrige, forsænkede ribber. Oversiden er klart grøn, mens undersiden ser lidt lysere ud på grund af fine hår langs ribberne. Høstfarverne er meget markante og spænder fra smørgul til klart rød. Blomstringen er uanselig, og frugterne modner ikke i Danmark.
Rodnettet er forholdsvis fladt, men meget veludviklet. 
Højde x bredde og årlig tilvækst: 20 x 2 m (50 x 10 cm/år, i ungdommen dog væsentligt mere!). Træet er blandt de højeste og kraftigste i hjemlandet, hvor de let opnår en højde på over 30 m.

## Hjemsted
Arten vokser i Chile mellem den 35. og den 41. sydlige breddegrad, dvs. mellem Curicó og Puerto Montt i 500-600 m højde på både hovedkæden og kystkæden af Andesbjergene (men op til 1000 m i den sydligste del af området). 
Arten findes også mellem den 39. og 40. sydlige breddegrad i Argentina på de steder, hvor bjergene ikke spærrer for nedbør. Her danner træet skov sammen med bl.a. Abetræ, Fitzroya, Hæk-Fuksia, Korsrod og Rød Eskallonia.

## Note
1. ↑  Arten bør hedde N. alpina, jf. Mike L. Grant og Eric J. Clement: ’’ Clarification of the name Nothofagus alpina and a new epithet for a Nothofagus hybrid’’ i Botanical Journal of the Linnean Society, 2004, 146, 447–451

## Eksterne links
- Nothofagus alpina (fransk)
- Manor House Arboretum: Raulí Arkiveret 20. august 2007 hos  Wayback Machine (engelsk)

- Wikimedia Commons har flere filer relateret til Rauli